# 椿ゆか
椿 ゆか（つばき ゆか、1997年8月26日 - ）は、日本の女性タレント。群馬県出身。ゼロイチファミリア所属。旧芸名はゆかっぴぃ。

## 概要
合同会社DMM.comのDMMぱちタウン専属タレントとして活躍するほか、各種撮影会や株式会社ドワンゴのPCゲーム『エンゲージプリンセス』の公式コスプレイヤー（クラリッサ）としても活躍中。
また、2018年12月には有村架純のそっくりさんで日本テレビの「ものまねグランプリザ・トーナメント2018」の「そっくりトルネードショー」コーナーに登場して話題となった。
2019年7月1日、自身のInstagramにてゼロイチファミリアへの所属と椿ゆかに改名したことを発表した。

## 人物
愛称はゆかっぴぃ（ほか、ぴぃちゃん、ゆかぴ、など）。